# Renato Angiolillo
Renato Massimo Angiolillo (Ruoti, 4 agosto 1901 – Roma, 16 agosto 1973) è stato un giornalista e politico italiano, fondatore e direttore del quotidiano Il Tempo, di cui fu anche per lungo tempo editore.

## Biografia

### Attività giornalistica
Nato a Ruoti, in Basilicata, compì gli studi a Napoli; nella città partenopea mosse i primi passi come giornalista. Iniziò a scrivere, mentre era ancora studente, nel 1919 sul partenopeo Giornale della Sera, foglio diretto dal fratello maggiore Ugo. Successivamente fu corrispondente da Napoli per due giornali: l'Eco della Sicilia e delle Calabrie e Il Lavoro di Genova.
Nell'ottobre 1922 salì al governo il partito fascista. Il nuovo potere attuò una politica di forte inclusione nei confronti degli intellettuali che ne condividevano la base ideologica e, al contrario, di forte esclusione per chi respingeva questa affinità. Angiolillo, uomo vivace e abituato a scrivere in assoluta libertà, pur collaborando al Popolo di Roma, fu considerato non assimilabile; perciò fu fortemente ostacolato.
Alla fine degli anni venti tentò di allontanarsi dal controllo del regime abbandonando temporaneamente il giornalismo politico. Fondò a Napoli una casa editrice, «Il Tirreno», e diresse una collana presso la Morano. Ma non bastò ad evitare la condanna, che comportò l'interdizione dall'attività giornalistica. Angiolillo fu costretto a trasferirsi a Bari, dove si inventò il lavoro di pubblicitario (all'epoca in Italia questo mestiere non esisteva ancora); successivamente decise di realizzare una serie di libri (finanziati con la raccolta pubblicitaria) dedicata alla storia pugliese raccontata attraverso la storia delle famiglie pugliesi. Angiolillo raccolse una copiosa documentazione su oltre 300 famiglie. L'opera, denominata Puglia d'Oro, uscì tra il 1936 e il 1939 in tre volumi.
Nel 1939 si trasferì a Roma. Durante la seconda guerra mondiale la carriera di Angiolillo ebbe una svolta. L'8 settembre 1943 cadde il regime fascista. Angiolillo acquistò dall'editore Leproti una testata, L'Italia e cercò di fondare un quotidiano indipendente. Ma le autorità militari tedesche glielo proibirono. Non si diede per vinto e realizzò, per tutta la durata dell'occupazione tedesca, un bollettino clandestino con notizie riprese dalla radio inglese e da quella americana. Nel 1944, approssimandosi la liberazione della capitale da parte degli anglo-americani, Angiolillo provò una seconda volta. Si accordò con un altro giornalista antifascista, Leonida Repaci e il 5 giugno fece uscire il nuovo quotidiano Il Tempo. Il nome venne scelto all'ultimo momento: Angiolillo, che possedeva anche la testata L'Italia, aveva deciso inizialmente di chiamare il giornale con quel nome. Durante la notte, invece, in tipografia la scartò preferendo Il Tempo, con il sottotitolo "quotidiano socialdemocratico" e con la firma. Dopo soli due numeri il quotidiano fu sospeso dal governo militare alleato, ma Angiolillo riuscì a convincere le autorità militari a revocare il provvedimento.
Il direttore-fondatore propose di aprire la prima pagina ai sei partiti del CLN. Ogni giorno, in una rubrica apposita, Tribuna libera, avrebbe pubblicato un articolo a cura di un partito del CLN. Così riottenne l'autorizzazione alle pubblicazioni. Nel 1946 ebbe molta risonanza la pubblicazione, in esclusiva, dei Diari di Galeazzo Ciano, gerarca del fascismo, acquistati personalmente dagli Alleati. In occasione del referendum istituzionale del 2 giugno 1946 si schierò a favore della monarchia.
Angiolillo era portato per indole «a solidarizzare coi vinti, i perseguitati, i discriminati», e per questo motivo, scrisse poi Alberto Giovannini, nel dopoguerra egli «fu il primo ad accogliere fraternamente» sul suo giornale «i vinti della guerra civile, i perseguitati e i discriminati dall’antifascismo».
Sul quotidiano da lui fondato, Angiolillo non scrisse articoli di fondo, preferendo lasciare ai suoi più stretti collaboratori l'incarico di aprire la prima pagina. Piuttosto fu il creatore di fortunate rubriche. Una di esse, Formicaio, fu ripresa da Indro Montanelli, che la ribattezzò, nel suo Giornale, Controcorrente. Ricordando il suo "noviziato professionale a Il Tempo di Renato Angiolillo" Igor Man ne citava le "firme prestigiose: Gianna Manzini, Curzio Malaparte, Mario Praz, Antonio Baldini, Alberto Moravia, Vitaliano Brancati".

### Nel cinema
Negli anni quaranta Angiolillo produsse e scrisse il soggetto di alcuni film, tra cui Caravaggio, il pittore maledetto, M.A.S. e Sua Eccellenza,  e curò la produzione di Un garibaldino al convento, diretto da Vittorio De Sica. Nel 1943 diresse Sempre più difficile, firmando la regia con Piero Ballerini.

### Attività politica
Nel 1948, sull'onda del successo della campagna civile per la riconciliazione nazionale di cui fu protagonista Il Tempo, accettò la candidatura ad un seggio senatoriale, in una lista come indipendente. Scelse il collegio di Bari e fu eletto. Aderì al gruppo liberale.
Nel 1953 si ripresentò, questa volta a Rieti con il Partito liberale, e non fu eletto.

### Direttore a vita
Con Il Tempo negli anni cinquanta divenne un portavoce autorevole del blocco conservatore. Mentre Angiolillo guidava Il Tempo, facendone il quotidiano di riferimento della borghesia capitolina, la moglie Maria Girani era animatrice di uno dei salotti mondani più frequentati della capitale nella casa di famiglia a Trinità dei Monti.
Nel 1958 cedette metà delle azioni all'armatore genovese Ernesto Fassio. Questi divenne presidente del consiglio di amministrazione della società editrice, mentre Angiolillo ebbe l'incarico di direttore a vita ed il diritto di rescissione del contratto. Alla fine degli anni sessanta tornò a essere proprietario assoluto del giornale, per venderne un terzo nel 1971 all'Eni, continuando a essere direttore fino alla morte, avvenuta nel 1973.

## Amicizie
Fu amico personale di Totò, di Eduardo De Filippo, del fratello Peppino e di Vittorio De Sica, con cui condivise la passione del gioco d'azzardo.
Vero e proprio passaggio di testimone professionale sarebbe stato poi il rapporto con Gianni Letta: "è a Palazzo Wedekind in piazza Colonna, sede storica del quotidiano, che per la prima volta Letta viene folgorato da un personaggio controverso e discusso, quell'"elegante ardito cavaliere" di Renato Angiolillo, fondatore del Tempo. Sarà lui, il senatore che nei ruggenti anni del primo Dopoguerra raccontava agli amici di bisbocce di aver fatto i soldi con la pubblicazione del diario di Galeazzo Ciano, a cambiare il corso della vita di Gianni".

## Opere
- Puglia d'Oro (1936-39)